# João Sousa
João Pedro Coelho Marinho de Sousa (Guimarães, 30 de marzo de 1989) es un ex tenista profesional portugués. Su ranking más alto en individuales fue el puesto n.º 28, alcanzado el 16 de mayo de 2016 tras llegar a los cuartos de final del Masters 1000 de Madrid 2016. En dobles alcanzó el puesto n.º 76 el 23 de marzo de 2015. Posee en su palmarés 4 títulos ATP (su  primer trofeo lo ganó tras vencer en la final del Torneo de Kuala Lumpur 2013 al francés Julien Benneteau por un marcador de 2-6, 7-5 y 6-4), y en el circuito Challenger cuenta con 5 títulos en individuales. No ha cosechado hasta el momento ningún título en dobles. Jugo su último partido de singles como profesional el 3 de abril de 2024 en su país natal ante Arthur Fils en el Torneo de Estoril tras caer 7-5 y 6-4.

## Biografía
Empezó a jugar al tenis con siete años con su padre Armando en el club de casa. Se mudó a Barcelona con 15 años para lograr su sueño de ser un jugador de tenis profesional. Su padre, Armando, es juez y su madre, Adelaide, es banquera. Tiene un hermano, Luis, que es estudiante. Mientras crecía admiraba a Juan Carlos Ferrero, Pete Sampras y Roger Federer. Sus aficiones son jugar y ver fútbol, leer libros, ir al cine y salir con amigos. Si no hubiese sido jugador le habría encantado ser jugador de fútbol o médico. Su Golpe favorito la derecha. Entrena en el BTT Academy en Barcelona. Habla portugués, español, catalán, inglés, francés e italiano. Su entrenador es Frederico Marques.

## Carrera ATP

### Inicios
Durante el año 2007, comenzó a jugar torneos Futures, donde cosechó unos registros de 9-16, alcanzando en tres de ellos los cuartos de final. El 2008 fue un gran año para Sousa, ya que se clasificó para el Torneo de Estoril y ganó el primer partido ATP de su carrera (venciendo a Olivier Marach, perdiendo ante Frederico Gil). Hizo su debut en la Copa Davis en la eliminatoria ante Ucrania. Alcanzó cuartos o mejor en 4 torneos Fututres. En 2009 alcanzó su primer Future, venciendo a Sergio Gutiérrez Ferrol en el España F18, además de que logró otras tres finales registrando marcas de 29-21.
En 2010 alcanza cuartos de final en los Challenger de Estambul y de Sevilla. Ese mismo año ganó 3 futures y alcanzó otra final. En 2011 conquista su primer título de Challenger en Fürth venciendo al tenista local Jan-Lennard Struff por 6–2, 0–6, 6–2. También conquistó tres torneos futures, dando el salto al circuito profesional en 2012.

### 2012
El mejor jugador de Portugal terminó en el Top 100 por primera vez con una exitosa campaña en los Challenger, al ganar 2 títulos y marcar un registro de partidos de 38-21. 
A nivel ATP World Tour, registró 5-5, con segunda ronda en Barcelona (venciendo a Igor Kunitsyn, perdiendo ante su compatriota Gil) y cuartos de final en suelo de casa en Estoril (venciendo a Gastao Elias y Denis Istomin, perdiendo ante Albert Ramos) en semanas consecutivas. Debutó en un Grand Slam en Roland Garros al clasificarse para el cuadro final y perder el 4 sets ante el n.º 23 Marcel Granollers en primera ronda. Perdió en la ronda final de las clasificaciones del Abierto de Australia, en segunda de las clasificatorias de Wimbledon y en la primera del US Open. 
Su títulos de Challenger llegaron en Mersin (venciendo a Javier Martí) en abril y en Tampere (venciendo a Éric Prodon) en julio sin perder un set. También fue finalista en Como (perdiendo ante Andreas Haider-Maurer) en septiembre. 
Jugó en la Copa Davis a lo largo del año y en los play-offs del Grupo Mundial contra Eslovaquia, derrotando a Lukas Lacko y perdiendo ante Martin Klizan. Ganó un premio máximo en su carrera de 128,390$.

### 2013
El n.º 1 de Portugal fue el primer jugador de su país en ganar un título ATP World Tour y terminar el año en el Top 50 con su mejor puesto en el n.º 49. 
Su mejor racha llegó entre el US Open y septiembre al alcanzar tercera ronda en Flushing Meadows (perdiendo ante el n.º 1 Novak Djokovic), sus primeras semifinales ATP en Sant Petersburgo (perdiendo ante Guillermo García-López) y lograr el título en el Torneo de Kuala Lumpur. Consiguió su primera victoria sobre un Top 10 contra el n.º 4 David Ferrer en cuartos, luego batió a Jurgen Melzer en semifinales y a Julien Benneteau en la final, salvando un punto de partido. 
En Grand Slam, marcó un registro de 4-3 ese año y también alcanzó segunda ronda en el Abierto de Australia (venciendo a John-Patrick Smith, perdiendo ante el n.º 3 Andy Murray) y Roland Garros (venciendo a Go Soeda, perdiendo ante Feliciano López). Cayó en la ronda final de las clasificaciones de Wimbledon (contra Julian Reister). En el US Open, ganó en 5 sets al favorito n.º 25 Grigor Dimitrov y a Jarkko Nieminen antes de perder ante Djokovic. 
Registró un récord de partidos de 19-5 en Challengers y logró el título en Guimaraes (venciendo al rumano Marius Copil) y de nuevo en Furth (ganando a Wayne Odesnik). También llegó a la final en San Benedetto (perdiendo ante David Martin). 
Registró su mejor marca personal con 16 partidos ganados en el ATP, 13-10 en duras y 3-4 en arcilla. Registró 1-2 contra rivales Top 10 y ganó un máximo premio en su carrera de 496,686$.

## Títulos ATP (4; 4+0)

### Individual (4)
| Legenda                   |
| Grand Slam (0)            |
| ATP World Tour Finals (0) |
| ATP Masters 1000 (0)      |
| ATP World Tour 500 (0)    |
| ATP World Tour 250 (4)    |

| N.º | Fecha                    | Torneo       | Superficie    | Oponente en la final | Resultado        |
| --- | ------------------------ | ------------ | ------------- | -------------------- | ---------------- |
| 1.  | 29 de septiembre de 2013 | Kuala Lumpur | Dura          | Julien Benneteau     | 2-6, 7-5, 6-4    |
| 2.  | 1 de noviembre de 2015   | Valencia     | Dura (i)      | Roberto Bautista     | 3-6, 6-3, 6-4    |
| 3.  | 6 de mayo de 2018        | Estoril      | Tierra batida | Frances Tiafoe       | 6-4, 6-4         |
| 4.  | 6 de febrero de 2022     | Pune         | Dura          | Emil Ruusuvuori      | 7-6(9), 4-6, 6-1 |

#### Finalista (8)
| N.º | Fecha                    | Torneo          | Superficie    | Oponente en la final  | Resultado           |
| --- | ------------------------ | --------------- | ------------- | --------------------- | ------------------- |
| 1.  | 13 de julio de 2014      | Bastad          | Tierra batida | Pablo Cuevas          | 2-6, 1-6            |
| 2.  | 15 de septiembre de 2014 | Metz            | Dura (i)      | David Goffin          | 4-6, 3-6            |
| 3.  | 23 de mayo de 2015       | Ginebra         | Tierra batida | Thomaz Bellucci       | 6-7(4), 4-6         |
| 4.  | 26 de julio de 2015      | Umag            | Tierra batida | Dominic Thiem         | 4-6, 1-6            |
| 5.  | 27 de septiembre de 2015 | San Petersburgo | Dura (i)      | Milos Raonic          | 3-6, 6-3, 3-6       |
| 6.  | 14 de enero de 2017      | Auckland        | Dura          | Jack Sock             | 3-6, 7-5, 3-6       |
| 7.  | 5 de agosto de 2017      | Kitzbühel       | Tierra batida | Philipp Kohlschreiber | 3-6, 4-6            |
| 8.  | 21 de mayo de 2022       | Ginebra         | Tierra batida | Casper Ruud           | 6-7(3), 6-4, 6-7(1) |

### Dobles (0)
| Leyenda                   |
| Grand Slam (0)            |
| ATP World Tour Finals (0) |
| ATP Masters 1000 (0)      |
| ATP World Tour 500 (0)    |
| ATP World Tour 250 (0)    |

#### Finalista (1)
| n.º | Fecha              | Torneo | Superficie    | Pareja        | Oponentes en la final             | Resultado        |
| --- | ------------------ | ------ | ------------- | ------------- | --------------------------------- | ---------------- |
| 1.  | 20 de mayo de 2018 | Roma   | Tierra batida | Pablo Carreño | Juan Sebastián Cabal Robert Farah | 6-3, 4-6, [4-10] |

## Títulos Challenger; 7 (5 + 2)

### Individuales (5)
| Legenda                   |
| ATP Challenger Series (5) |

| N.º | Fecha      | Torneo                           | Superficie    | Rival              | Resultado      |
| --- | ---------- | -------------------------------- | ------------- | ------------------ | -------------- |
| 1.  | 05.06.2011 | Challenger de Fürth (1) Alemania | Tierra batida | Jan-Lennard Struff | 6–2, 0–6, 6–2  |
| 2.  | 15.04.2012 | Challenger de Mersin Turquía     | Tierra batida | Javier Martí       | 6–4, 0–6, 6–4  |
| 3.  | 29.07.2012 | Challenger de Tampere Finlandia  | Tierra batida | Éric Prodon        | 7–6(5), 6–4    |
| 4.  | 09.06.2013 | Challenger de Fürth (2) Alemania | Tierra batida | Wayne Odesnik      | 3-6 , 6-3, 6–4 |
| 5.  | 28.07.2013 | Challenger de Guimarães Portugal | Dura          | Marius Copil       | 6-3, 6-0       |

### Dobles (2)
| Legenda dobles            |
| ATP Challenger Series (2) |

| N.º | Fecha      | Torneo                          | Superficie    | Pareja             | Rivales                    | Resultado           |
| --- | ---------- | ------------------------------- | ------------- | ------------------ | -------------------------- | ------------------- |
| 1.  | 01.08.2010 | Challenger de Tampere Finlandia | Tierra batida | Leonardo Tavares   | Andis Juška Deniss Pavlovs | 7–6(3), 7–5         |
| 2.  | 09.06.2012 | Challenger de Fürth Alemania    | Tierra batida | Arnau Brugués-Davi | Rameez Junaid Purav Raja   | 7–5, 6–7(7), [11–9] |

### Individuales Futures (7)
| $15,000 torneos |
| $10,000 torneos |

| N.º | Fecha      | Torneo     | Superficie    | Rival                   | Resultado        |
| --- | ---------- | ---------- | ------------- | ----------------------- | ---------------- |
| 1.  | 21.06.2009 | España F18 | Tierra batida | Sergio Gutiérrez Ferrol | 1–6, 6–1, 7–5    |
| 2.  | 23.05.2010 | España F17 | Tierra batida | Ivan Nedelko            | 6–0, 6–3         |
| 3.  | 29.05.2010 | España F18 | Dura          | David Thurner           | 7–5, 6–4         |
| 4.  | 05.06.2010 | España F19 | Dura          | Michael Lammer          | 7–5, 6–4         |
| 5.  | 08.05.2011 | España F14 | Tierra batida | Taro Daniel             | 6–3, 6–1         |
| 6.  | 15.05.2011 | España F15 | Tierra batida | Roberto Carballes       | 6–3, 6–3         |
| 7.  | 23.10.2011 | España F38 | Tierra batida | Marcel Zimmermann       | 3–6, 7–6(4), 6–4 |

### Dobles Futures (9)
| Torneos de $15 000 |

| N.º | Fecha                    | Torneo      | Superficie    | Pareja                | Oponentes en la final                             | Resultado           |
| 1.  | 3 de febrero de 2008     | España F4   | Tierra batida | Bartolomé Salvá-Vidal | Alex Jakupovic Carles Poch                        | 6–7(7), 6–1, [10–2] |
| 2.  | 10 de agosto de 2008     | España F30  | Dura          | Georgi Roumenov       | Agustín Boje Andoni Vivanco                       | 7–6(6), 7–6(4)      |
| 3.  | 14 de agosto de 2009     | España F28  | Tierra batida | Georgi Roumenov       | Gonçalo Falcão Saar Steele                        | 6–2, 6–3            |
| 4.  | 27 de septiembre de 2009 | Portugal F5 | Tierra batida | Gonçalo Falcão        | Jordi Marse-Vidri Allen Perel                     | 7–5, 6–3            |
| 5.  | 28 de mayo de 2010       | España F18  | Dura          | Georgi Roumenov       | Agustín Boje-Ordonez Marcelo Palacios-Siegenthale | 6–1, 6–4            |
| 6.  | 4 de junio de 2010       | España F19  | Dura          | Georgi Roumenov       | Michael Lammer Luduvic Walter                     | 7–6(4), 6–0         |
| 7.  | 11 de junio de 2010      | España F20  | Carpeta       | Georgi Roumenov       | Carlos Gómez-Herrera Roberto Ortega-Olmedo        | 7–6(2), 6–2         |
| 8.  | 10 de octubre de 2010    | España F36  | Dura          | Israel Vior           | Iván Arenas Enrique López-Pérez                   | 7–6(6), 4–6, [10–3] |
| 9.  | 23 de octubre de 2011    | España F38  | Tierra batida | Steven Diez           | Miguel Ángel López Jaén Gabriel Trujillo-Soler    | 6–3, 3–6, [10–7]    |